# 오부치 내각 (제2차 개조)
오부치 제2차 개조내각(일본어: 小渕第2次改造内閣)은  오부치 게이조가 제84대 내각총리대신으로 임명되어, 1999년 10월 5일부터 2000년 4월 5일까지 존재한 일본의 내각이다.
‘자자연립정권’에 공명당이 합류한 것을 계기로 내각총리대신 오부치가 오부치 제1차 개조내각을 내각 개조해서 탄생시킨 내각이다. 2000년 4월 1일까지는 자유민주당, 자유당 및 공명당과의 ‘자자공연립정권’이었지만 2000년 4월 1일 이후에는 자유민주당, (2000년 4월 1일 자유당으로부터 분열해서 결성된)보수당 및 공명당과의 ‘자공보연립정권’이 됐다.

## 개요

### 가토·야마사키에게의 냉대
오부치는 1999년의 자유민주당 총재 선거에서 무투표 당선에 구애를 받았지만 가토 고이치와 야마사키 다쿠가 입후보로 출마했다.
그 후에 계속된 내각 개조·당3역 인사에서는 총무회장에 가토파가 추천한 오자토 사다토시를 거부, 가토에게 총재 선거 후보직 사퇴를 호소하고 있던 정조회장 이케다 유키히코를 각개격파로 총무회장에 자리를 바꾸듯이 기용했다. 또 가토의 라이벌이자 전 총재인 와세다 대학 출신의 고노 요헤이를 외상으로 기용했다. 또한 야마사키파가 추천한 야스오카 오키하루의 입각도 거부해, 와세다 대학 웅변회의 선배인 후카야 다카시를 통상산업대신으로 기용했다. 이것은 총재 선거 후의 보복 인사라고 회자됐다.

### 총사퇴
그러나 오부치는 2000년 4월 2일에 뇌경색이 발병하여 준텐도 대학 의학부 부속 준텐도 의원에 긴급 입원했다. 전날부터 뇌경색의 증상이 보였다고 한다. 그 전날인 4월 1일, 연립 여당을 구성하고 있던 자유당과의 연립 협상이 결렬됐다. 4월 1일 오후, 오부치는 정권 운영이 보다 곤란한 상황에 처하게 된 일련의 사태에 대해 기자들로부터 질문받고 10초 전후의 부자연스러운 행동을 보여준 후 겨우 자신의 입장을 밝힐 수 있을 정도의 불안정한 상태였다. 일부 언론에서는 긴급 입원 전에 이뤄진 이 기자회견에서 기묘한 시간이 후에 뇌경색의 전조 증상은 아닌가라고 보도됐다. 그리고 이 때는 때마침 뇌경색에서 회복됐기 때문에 약 10초 후에 말을 할 수 있었던 것으로 여겨진다.
오부치는 입원 후 집무가 불가능한 상태였기 때문에 내각관방장관인 아오키 미키오를 총리 임시 대리로 지명했다고 한다. 그러나 아오키의 총리 임시 대리 취임에 대해서는 ‘의혹’이 계속 따라다녔다. 뇌경색으로 이미 의식을 완전하게 잃고 있었다고 생각되는 오부치 자신에게 ‘과연 총리 임시 대리의 지명을 할 수가 있었을까’라는 문제는 필연적으로 야당이나 언론으로부터 호된 추궁을 받았다. 그럼에도 불구하고 ‘의혹’의 장본인인 아오키 자신이 기자들로부터 ‘사실은 뇌사가 아니었는지?’ 등의 이의 제기를 각하하는 장본인이었기 때문에, 더욱이 담당 의사들이 총리 임시 대리 지명은 불가능했다고 생각할 수 있는 설명을 반복했기 때문에 의혹의 여지가 남은 채였다. 이러한 아오키의 총리 임시 대리로의 취임에 대한 불투명성에 더해 오부치의 후임이 되는 신임 총재 모리 요시로의 탄생극에 관한 불투명성이 더해졌기 때문에 이러한 일련의 움직임은 세간으로부터 ‘5인조에 의한 밀실 담합 정치’라는 비판을 받게 됐다.
또한 그때까지 자유민주당을 지배하고 있었다고 여겨진 구 게이세이카이계의 오부치 정권이 갑작스럽게 와해된 것에 따라 후쿠다 다케오 내각 이후 총리·총재 파벌에서 멀어져 었던 세이와카이의 모리에게 총리·총재 자리가 굴러 들어가게 됐다. 그리고 같은 세이와카이의 고이즈미 준이치로가 모리의 뒤를 이어 총리가 됐고 장기 안정정권을 유지하면서 헤이세이 연구회(구 게이세이카이)를 지속적으로 냉대했기 때문에 구 게이세이카이에 의한 자유민주당 지배·정권 지배는 오부치 정권으로 끝났다고 할 수 있다.

## 국무대신
- 내각총리대신 - 오부치 게이조
  - 내각총리대신 임시 대리 - 아오키 미키오(내각관방장관, 2000년 4월 3일 ~ ) ※2000년 4월 2일에 오부치가 뇌경색으로 긴급 입원했기 때문에 내각총리대신 임시 대리를 맡음
- 법무대신 - 우스이 히데오
- 외무대신 - 고노 요헤이
- 대장대신 - 미야자와 기이치
- 문부대신, 과학기술청 장관 - 나카소네 히로후미
- 후생대신 - 니와 유야
- 농림수산대신 - 다마자와 도쿠이치로
- 통상산업대신 - 후카야 다카시
- 운수대신, 홋카이도 개발청 장관 - 니카이 도시히로(자유당, 2000년 4월 1일 이후, 보수당)
- 우정대신 - 야시로 에이타(마에지마 에이자부로)
- 노동대신 - 마키노 다카모리
- 건설대신, 국토청 장관 - 나카야마 마사아키
- 자치대신, 국가공안위원회 위원장 - 호리 고스케
- 내각관방장관, 오키나와 개발청 장관 - 아오키 미키오
  - 내각관방부장관(정무) - 누카가 후쿠시로
  - 내각관방부장관(정무) - 마쓰타니 소이치로
  - 내각관방부장관(사무) - 후루카와 데이지로
- 금융재생위원회 위원장 - 다니가키 사다카즈(2000년 2월 25일 ~ ) / 오치 미치오( ~ 2000년 2월 25일)
- 총무청 장관 - 쓰즈키 구니히로(공명당)
- 방위청 장관 - 가와라 쓰토무
- 경제기획청 장관 - 사카이야 다이치(비 국회의원)
- 환경청 장관 - 시미즈 가요코

## 정무 차관
※1999년 9월 20일, 장래의 부대신제도를 주시한 정무 차관의 권한 강화에 관한 법 개정이 있었고, 이날 이후에는 ‘○○총괄 정무 차관’(한 성청에 복수인 경우에는 첫 번째 사람으로만)이라고 호칭하게 됐다. 이 개정에서는 권한 부분 뿐으로서 관직명까지는 바뀌지 않고 각의에서의 합의라는 형태로 ‘총괄’ 호칭 도입이었기 때문에 법적 근거를 필요로 하는 임명 사령에는 ‘총괄’을 포함하지 않는 정식 관직명이 사용된다.
- 법무 정무 차관 - 야마모토 유지
- 외무 정무 차관 - 아즈마 쇼조(자유당), 야마모토 이치타
- 대장 정무 차관 - 오노 요시노리, 하야시 요시마사
- 문부 정무 차관 - 가와무라 다케오, 오코노기 하치로
- 후생 정무 차관 - 오노 유리코(공명당)
- 농림 수산 정무 차관 - 야쓰 요시오, 가네다 가쓰토시
- 통상 산업 정무 차관 - 호소다 히로유키, 모테기 도시미쓰
- 운수 정무 차관 - 주마 고키, 스즈키 세이지
- 우정 정무 차관 - 고사카 겐지, 마에다 다다시(개혁 클럽)
- 노동 정무 차관 - 나가세 진엔
- 건설 정무 차관 - 가토 다쿠지, 기시다 후미오
- 자치 정무 차관 - 히라바야시 고조, 다치바나 고타로
- 총리부 정무 차관 - 나가미네 모토이
- 금융 재생 정무 차관 - 무라이 진
- 총무 정무 차관 - 모치나가 가즈미
- 홋카이도 개발 정무 차관 - 요네다 겐조
- 방위 정무 차관 - 요다 도모하루, 니시카와 다이이치로(자유당 → 보수당)
- 경제 기획 정무 차관 - 고이케 유리코(자유당 → 보수당)
- 과학 기술 정무 차관 - 사이토 데쓰오(공명당)
- 환경 정무 차관 - 야나기모토 다쿠지
- 오키나와 개발 정무 차관 - 시라호 다이이치(공명당)
- 국토 정무 차관 - 마스다 도시오